# Agelenopsis naevia
Agelenopsis naevia är en spindelart som först beskrevs av Charles Athanase Walckenaer 1842.  Agelenopsis naevia ingår i släktet Agelenopsis, och familjen trattspindlar. Inga underarter finns listade.